# Дечимопуцу
Дечимопу̀цу (на италиански: Decimoputzu; на сардински: Deximeputzu, Дежимепуцу) е малко градче и община в Южна Италия, провинция Южна Сардиния, автономен регион и остров Сардиния. Разположено е на 17 m надморска височина. Населението на общината е 4402 души (към 2010 г.).